# Gonzalo Viera
Gonzalo Viera, vollständiger Name Gonzalo Viera Davyt (* 8. Februar 1987 in Paysandú) ist ein uruguayischer Fußballspieler.
Der 1,85 Meter große Defensivakteur Viera, für den als vorhergehende Stationen Nacional Montevideo (2002 bis 2003), El Tanque Sisley (2003) und Salto (2004) geführt werden, gehörte 2006 bereits in der Clausura den Rampla Juniors an. Dort debütierte er am 19. August 2006 und bestritt insgesamt elf Spiele, bei denen er dreimal in der Startelf auflief. Er stand in der Apertura 2007 im Erstligakader Defensors. Zwei Startelfeinsätze mit insgesamt 147 Minuten Spielzeit sind dort für ihn verzeichnet. Von dort wechselte er zum seinerzeitigen Zweitligisten Plaza Colonia, für den er im Jahr 2008 aktiv war. Seit der Clausura 2009 wird er in Reihen von Miramar Misiones in der Segunda División geführt. Mit den Montevideanern stieg er zur Spielzeit 2010/11 in die Primera División auf. Sein erstes Erstligaspiel für Miramar Misiones absolvierte er am 28. August 2010. In der gesamten Erstligasaison bestritt er bis zu seinem letzten Einsatz am 3. Juni 2012 25 Spiele, erzielte einen Treffer und erhielt drei Rote Karten. Sodann stand er in der Spielzeit 2011/12 beim Cerro Largo FC unter Vertrag. Dort werden ebenfalls 25 Einsätze – dieses Mal allerdings ohne eigenen Torerfolg – für Viera geführt. Während seiner Zeit beim Cerro Largo FC wurde er wegen Beteiligung an einer Schlägerei anlässlich der am 6. Mai 2012 ausgetragenen Erstliga-Begegnung zwischen den Vereinen Cerro Largo FC und Club Atlético Cerro im Juli 2012 gemeinsam mit insgesamt zehn weiteren Profifußballern von der uruguayischen Justiz angeklagt. Dies waren Pablo Bentancur, Andrés Ravecca, Mathías Rolero, Marcos Otegui, Gustavo Varela, César Faletti, Óscar Morales, Marcel Román, Emiliano García und Carlos Figueredo. Gegen Washington Camacho richtete sich in diesem Zusammenhang zudem eine Anklage wegen Körperverletzung. Die Clausura 2012 sowie die Apertura 2013 in Paraguays Ligasystem absolvierte er dann in Reihen des dortigen Klubs Cerro Porteño. Zwölfmal lief er in der Liga auf, viermal in der Copa Libertadores. Zur Spielzeit 2013/14 wechselte er im Juni 2013 für ein Jahr auf Leihbasis zum amtierenden uruguayischen Meister Club Atlético Peñarol. Dort wurde er bis zum Saisonende in 19 Erstligapartien eingesetzt und traf zweimal ins gegnerische Tor. Zudem absolvierte er zwei Spiele (kein Tor) in der Copa Sudamericana 2013. In der Saison 2014/15 wurde er in 20 Erstligaspielen (kein Tor) und fünf Partien (ein Tor) der Copa Sudamericana 2014 eingesetzt. In der laufenden Spielzeit 2015/16 lief er bis zu seinem letzten Einsatz am 30. August 2015 in drei Partien der Primera Division auf und schoss ein Tor. Anschließend wurde Anfang September 2015 sein Wechsel zum von Jorge Fossati trainierten katarischen Klub Al Rayyan vermeldet. Dort bestritt er bislang (Stand: 15. Juli 2017) 47 Ligaspiele und schoss drei Tore. Auch wurde er sechsmal (ein Tor) in der AFC Champions League eingesetzt.